# Steinkiste von der Pool Farm
Die Platte der Steinkiste von der Pool Farm wurde in West Harptree in den Mendip Hills, nördlich von Priddy, bei Wells in Somerset in England gefunden. Die Platte mit Schälchen (englisch cup-marks) und Fußsohlenritzungen bildete eine Seite einer Steinkiste aus der Bronzezeit, die vor etwa 4000 Jahren mit einem runden Erdhügel bedeckt worden war und in der sich menschliche Einäscherungen von mindestens zwei Personen, einem Erwachsenem im Alter zwischen 30 und 40 Jahren und einem Kind im Alter zwischen drei und acht Jahren, befanden. Die Kiste wurde als Pastscape Monument Nr. 197638 registriert.
Eine Notiz aus den 1930er Jahren beschreibt einen Hügel mit einem Durchmesser von etwa 30 m und einer Höhe von etwas über einem Meter. Die 0,6 m östlich der Hügelmitte gelegene Steinkiste mit Deckstein und gepflastertem Boden maß 1,65 × 1,35 m und war 0,75 m hoch. Der Hügel wurde 1931 entfernt. Die Kiste wurde an Ort und Stelle belassen und durch eine Replik der entnommenen Platte ergänzt.
Im Jahr 1956 wurde festgestellt, dass die Südwestplatte der Kiste, die sich im Stadtmuseum in Bristol in der Queen’s Road befindet, neun oder zehn Schälchen und sechs [[Fußsohle (Felsritzung)<Fußsohlenritzungen]], in versenktem Relief aufweist. Fußsohlenritzungen sind aus Grabkontexten selten. Andere Beispiele in England sind die Calderstones in der Nähe von Liverpool (auf Steinen eines Kammergrabes) und Harbottle Peels in der Nähe von Alwinton in Northumberland (auf Steinen einer Steinkiste).
In der Nähe liegen Aveline’s Hole und die Priddy Circles.